# オナトラ
オナトラ（ONATRA）は、コンゴ民主共和国の国営企業。正式名称は「Office National des Transports」で、フランス語で国営交通公社を意味する。キンシャサに本社を置き、コンゴ民主共和国北部及び西部の鉄道、港、河川交通を管理運行する機関である。
前身であるOffice des transports coloniaux（植民地交通公社、OTRACO）はベルギー領コンゴ時代の1935年に設立され、コンゴが独立した1960年にはOffice des transports au Congo（コンゴ交通公社、OTRACO）と改称され、最終的に1971年に現名称へと改称された。1973年、オナトラの輸送量は最大となり、年に延べ410,871人が利用した。1977年、政府は河川交通におけるオナトラの独占を解消することを決定し、オナトラからいくつかの船舶が分離した。
これによってオナトラの資産は減少し、さらに競争によって利用者もますます減少して、1982年には年間利用者数は121,779人にまで減少した。2008年には新しい機関車が導入された
。
オナトラは、マタディ・キンシャサ鉄道を持つコンゴ鉄道会社の元で列車の運行を行っているほか、ボーマからバナナまでのフェリー、およびコンゴ川、カサイ川、その支流での船便の運行を行っている。また、ボーマとマタディの海港、およびキンシャサ、ムバンダカ、キサンガニの河港の運営を行っている。